# Loire Valles
Le Loire Valles sono una struttura geologica della superficie di Marte.